# Ржевский, Виктор Макарович
Виктор Макарович Ржевский (1937—2006) — советский и российский инженер-конструктор и учёный в области космической электроэнергетики, организатор работ по созданию автономных систем энергопитания космических аппаратов, ведущий конструктор НПО «Квант», кандидат технических наук (1972). Лауреат Государственной премии СССР (1987).

## Биография
Родился 25 марта 1937 года в Москве.

### Образование и начало деятельности
С 1954 по 1959 год обучался на факультете тепловых и гидравлических машин  Московского высшего технического училища имени Н. Э. Баумана. 
С 1960 по 1964 год на научно-исследовательской работе в МВТУ имени Н. Э. Баумана в должности заведующего лабораторией на кафедре двигателей внутреннего сгорания.

### В ВНИИТ —НПО «Квант»и участие в создании ракетно-космической техники
С 1964 года на научно-исследовательской работе в ВНИИ источников тока (с 1976 года — НПО «Квант») под руководством Н. С. Лидоренко в должностях инженер-конструктора, ведущим конструктором и главным технологом, с 1975 года — заместителем генерального директора НПО «Квант» по науке. В. М. Ржевский был организатором работ по созданию солнечных батарей и фотоэнергетических приборов, он занимался вопросами в области разработки автономных источников тока, основанных на методах прямого преобразования солнечной и тепловой энергии в энергию электрическую, был руководителем работ связанных с созданием автономных систем энергопитания для космических аппаратов.
В. М. Ржевский внёс вклад в создание термоэлектрических изделий для космических спутников «УС-А» с ядерными реакторами на космических аппаратах «БЭС-5». Под руководством и при участии В. М. Ржевского создавались солнечные батареи с высокими энергетическими характеристиками для различных космических аппаратов в том числе для военного спутника связи третьего поколения «Радуга-1», спутников МКС и системы навигации «ГЛОНАСС», геостационарных телекоммуникационных спутников «Экспресс» и «Sesat». Под руководством В. М. Ржевского было создано термостабилизирующее оборудование для проведения медико-биологических экспериментов с космическими экипажами орбитальных станций, для различных космических программ, том числе для совместной советско-американской космической программы «Союз — Аполлон».
В 1987 году «закрытым» Постановлением ЦК КПСС и СМ СССР «За вклад в разработку космической техники и за успешное выполнение заданий Правительства СССР» В. М. Ржевский был удостоен Государственной премии СССР.

### Смерть
Скончался 27 сентября 2006 года в Москве, похоронен на кладбище села Радонеж,
Сергиево-Посадского района, Московской области.

## Награды
- Орден «Знак Почёта» (1978)

### Премии
- Государственная премия СССР (1987)[1][3]